# Municipio de Trondhjem
El municipio de Trondhjem (en inglés: Trondhjem Township) es un municipio ubicado en el condado de Otter Tail en el estado estadounidense de Minnesota. En el año 2010 tenía una población de 192 habitantes y una densidad poblacional de 2,07 personas por km².

## Geografía
El municipio de Trondhjem se encuentra ubicado en las coordenadas 46°30′23″N 96°12′32″O / 46.50639, -96.20889. Según la Oficina del Censo de los Estados Unidos, el municipio tiene una superficie total de 92.59 km², de la cual 90,6 km² corresponden a tierra firme y (2,15 %) 1,99 km² es agua.

## Demografía
Según el censo de 2010, había 192 personas residiendo en el municipio de Trondhjem. La densidad de población era de 2,07 hab./km². De los 192 habitantes, el municipio de Trondhjem estaba compuesto por el 90,1 % blancos, el 0,52 % eran isleños del Pacífico, el 4,17 % eran de otras razas y el 5,21 % eran de una mezcla de razas. Del total de la población el 6,77 % eran hispanos o latinos de cualquier raza.